# Stazione di Lisbona Entrecampos
La stazione di Lisbona Entrecampos (in portoghese estação de Entrecampos) è una stazione ferroviaria di Lisbona, Portogallo.